# Bulbophyllum tardeflorens
Bulbophyllum tardeflorens är en orkidéart som beskrevs av Henry Nicholas Ridley. Bulbophyllum tardeflorens ingår i släktet Bulbophyllum och familjen orkidéer. Inga underarter finns listade i Catalogue of Life.